# Рамирес, Марта Лусия
Марта Лусия Рамирес Бланко (исп. Marta Lucia Ramirez Blanco; род. 4 июля 1954, Богота) — колумбийский адвокат, писатель и политик, вице-президент Колумбии с 7 августа 2018 по 7 августа 2022 года. Министр коммерции, промышленности и туризма Колумбии (1998—2002) во время правления консерватора Андрес Пастрана, посол Колумбии во Франции (2002). В 2002 году назначена министром обороны Колумбии, будучи первой и единственной женщиной, которая занимала эту должность. В 2006 году была избрана сенатором от Партии национального единства, позже ушла из Сената. В 2009 году вступила в Колумбийскую консервативную партию.
Она была кандидатом в президенты Колумбийской консервативной партии на Президентских выборах 2014 года, будучи третьим наиболее проголосовал кандидат в первом туре с 15,52 % Избирательный соответствовал 1 998 780 голосов, только за кандидатом в президенты Хуаном Мануэлем Сантосом и кандидатом в партию Демократического центра Оскаром Иваном Зулуагой, который был победителем в первом туре с 29 % голосов. Во втором элементе Vuelta поддержал кандидата от оппозиции Искана Зулуагу, который был побеждён с 6 905 001 голосом, соответствующим 44,98 % голосов.
В сентябре 2017 года он снова объявил, что будет баллотироваться на пост президента, на этот раз подписями и отказавшись от Консервативной партии из-за коррупционных скандалов, в которых участвуют некоторые из её лидеров, и за то, что они не находят гарантий своей кандидатуры. Он был кандидатом в президенты при поддержке движения граждан «Для честной и сильной Колумбии — Марты Лючия», участвовал в консультации правоцентриста, выигравшего Ивана Дуке, который будет вице-президентской формулой за то, что он занял второе место с более чем миллионом пятьсот тысяч голосов.
Марта Лусия Рамирес и бывший президент Андрес Пастрана Аранго стали резкими критиками президента Хуана Мануэля Сантоса, для управления, предоставляемого экономике, отношения с Венесуэлой и главным образом для мирного процесса продвинулись с РВКА. На референдуме по референдуму Соглашений Гаваны он принял позицию НЕТ, совпадающую с бывшим президентом Альваро Урибе Велесом. После победы в консультации с Великим альянсом за Колумбию, она стала вице-президентом в Демократический центр Президентских выборов 2018 года.

## Биография
Марта Лусия Рамирес в августе 2002 года стала первой в истории Колумбии женщиной, возглавившей оборонное ведомство. Но прежний путь по подиуму был куда менее тернистым, чем общение с колумбийскими генералами. Продержавшись чуть больше года на посту министра обороны, Рамирес подала в отставку.
В прошлом профессиональная фотомодель 48-летняя Марта Лусия Рамирес в августе 2002 года стала первой в истории Колумбии женщиной, возглавившей оборонное ведомство. Но прежний путь по подиуму был куда менее тернистым, чем общение с колумбийскими генералами. Продержавшись чуть больше года на посту министра обороны, Рамирес подала в отставку.
В момент назначения на этот пост колумбийцы считали её одним из наиболее подготовленных государственных чиновников: ранее Марта Лусия была министром внешней торговли. Поводом для нынешней отставки стали постоянные разногласия Рамирес с командующим вооружёнными силами страны Хорхе Энрике Морой: своенравная женщина часто принимала решения, не посоветовавшись с генералом. Большой скандал в военных кругах спровоцировало её намерение принять от Испании помощь в виде нескольких устаревших моделей самолётов. Военные возражали, утверждая, что их обслуживание обойдётся бюджету дороже, чем покупка новых машин. Тогда Рамирес направилась к президенту Урибе с просьбой сменить руководство армии. Но тот отказался ссориться с генералами. Критику вызывали и другие планы Марты Лусии. Подав прошение об отставке, Марта Лусия была удивлена тем, с какой поспешностью президент её принял. Очевидно, он давно устал от постоянных конфликтов.

### Сенатор Колумбии
Избрана председателем Комиссии по международным делам и обороне в сенате Колумбии. В качестве сенатора она создала закон 1253/08 для конкурентоспособности Колумбии; 1286/09 закон науки, технологии и инноваций; двуязычное образование, а также представили политические дебаты в исполнительную власть. Из-за её критики клиентелизма и коррупции внутри партии она организовала диссидентство с Джиной Пароди и Николасом Урибе. Позже Рамирес была против третьего избрания Альваро Урибе как колумбийского президента, поэтому она решила уйти из партии и Конгресса. В 2010 году она участвовала в качестве кандидата на колумбийское председательство в консервативной партии, которой она по-прежнему принадлежит.

### Вице-президент Колумбии
17 июня 2018 года, Рамирес была избрана первой женщиной Вице-президентом Колумбии, наряду с бывшим сенатором Иваном Дуке Маркесом..
Она приступила к работе 7 августа 2018 года.
Рамирес покинула свой пост 7 августа 2022 года, её сменила на посту вице-президента Франсия Маркес.